# Karl 9. af Frankrig
Karl 9. af Frankrig (fransk: Charles IX; født Charles-Maximilien) (født 27. juni 1550, død 30. maj 1574) var konge af Frankrig fra 1560 til 1574. 
Han var søn af Henrik 2. af Frankrig og Katarina af Medici, bror til Frans 2. af Frankrig og Henrik 3. af Frankrig.
Under hans styre brød religionskrigene i Frankrig for alvor ud. Hans mor, Katarina af Medici, havde stor indflydelse på ham og tvang ham til at gå med til blodbadet på hugenotterne den 24. august 1572, kendt som Bartholomæusnatten. 
Karl 9. døde 23 år gammel i 1574 og blev fulgt af sin yngre bror Henrik 3. 
Han blev gift i (1570) med Elisabeth af Habsburg (1554 – 1592), datter af kejser Maximilian 2. De fik en datteren Marie Elisabet.